# Laccophilus flavoscriptus
Laccophilus flavoscriptus är en skalbaggsart som beskrevs av Régimbart 1895. Laccophilus flavoscriptus ingår i släktet Laccophilus och familjen dykare. Inga underarter finns listade i Catalogue of Life.